# Scaptesylodes
Scaptesylodes és un gènere d'arnes de la família Crambidae.

## Taxonomia
- Scaptesylodes incerta Semper, 1899
- Scaptesylodes modica Munroe, 1976